# Wincentowo (Osowa Sień)
Wincentowo (Wincentów) – przysiółek wsi Osowa Sień w Polsce położona w województwie lubuskim, w powiecie wschowskim, w gminie Wschowa.
W latach 1975–1998 miejscowość położona była w województwie leszczyńskim.
Do 1 września 1939 roku miejscowość nadgraniczna (Wiesenthal) po niemieckiej stronie granicy.

## Zobacz też

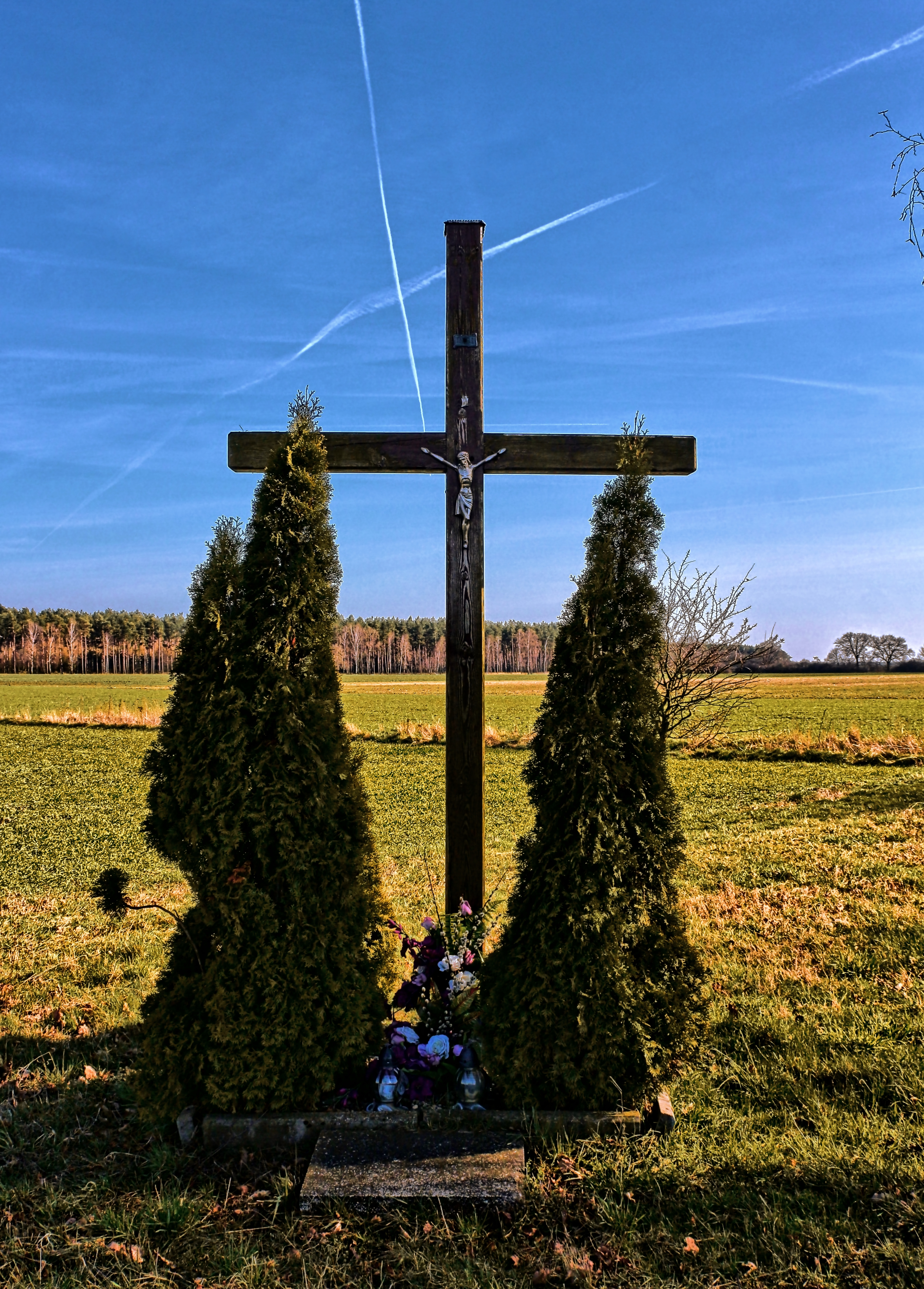